# María Greus
María Asunción Greus Calatayud (m.  Valencia-30 de octubre de 1979, Valencia) fue una renombrada soprano dramática española del siglo XX.

## Biografía

### Familia
Nació en Valencia a principios del siglo XX. Hija del abogado valenciano Francisco Greus Ilario y de Josefa Calatayud Daroqui.

### 40s
Durante 1941, 1942 y 1943 trabajó junto al violinista Abel Mus y la pianista Emma Mus llevando a cabo conciertos por diferentes ciudades españolas.
El 19 de mayo de 1941, interpretaron en el Palacio de la Música Catalana Romanza andaluza de Pablo de Sarasate, entre otras obras El 19 de junio de 1941 en el mismo teatro tocaron obras de Mendelssohn, Puccini, Schubert, Sarasate, Abel Mus, Wieniawski, y Mozart, Freisler, Wilhelmi; además el 14 de octubre de este mismo año, en el teatro Olympia de Granada dieron un concierto de música y canto, también patrocinado por la Obra Sindical de Educación y Descanso, el programa estuvo integrado por obras de Schubert, Mendelssohn, Sarasate, Wieniawski y otros compositores modernos.
El 2 de agosto en Gijón y patrocinado por el Frente de Juventudes, interpretaron óperas de Verdi y Puccini. La agradable voz y magnífica entonación de la soprano cautivaron la atención del público, que premió con entusiasmo su labor, haciéndola salir al proscenio diferentes veces y obligándola también a cantar algunas obras más de las anunciadas.
El 23 de septiembre en el Teatro Rosalía de Castro en La Coruña, interpretaron óperas de Schubert, Mendelssohn, Sarasate, Wieniawski, Puccini y Mozart. Un crítico musical calificó el arte de la Greus como de voz color oscuro brillante, refiriéndose sin duda a sus agudos, que dominaba fácilmente y que podía hacer con ellos las más complicadas filigranas.

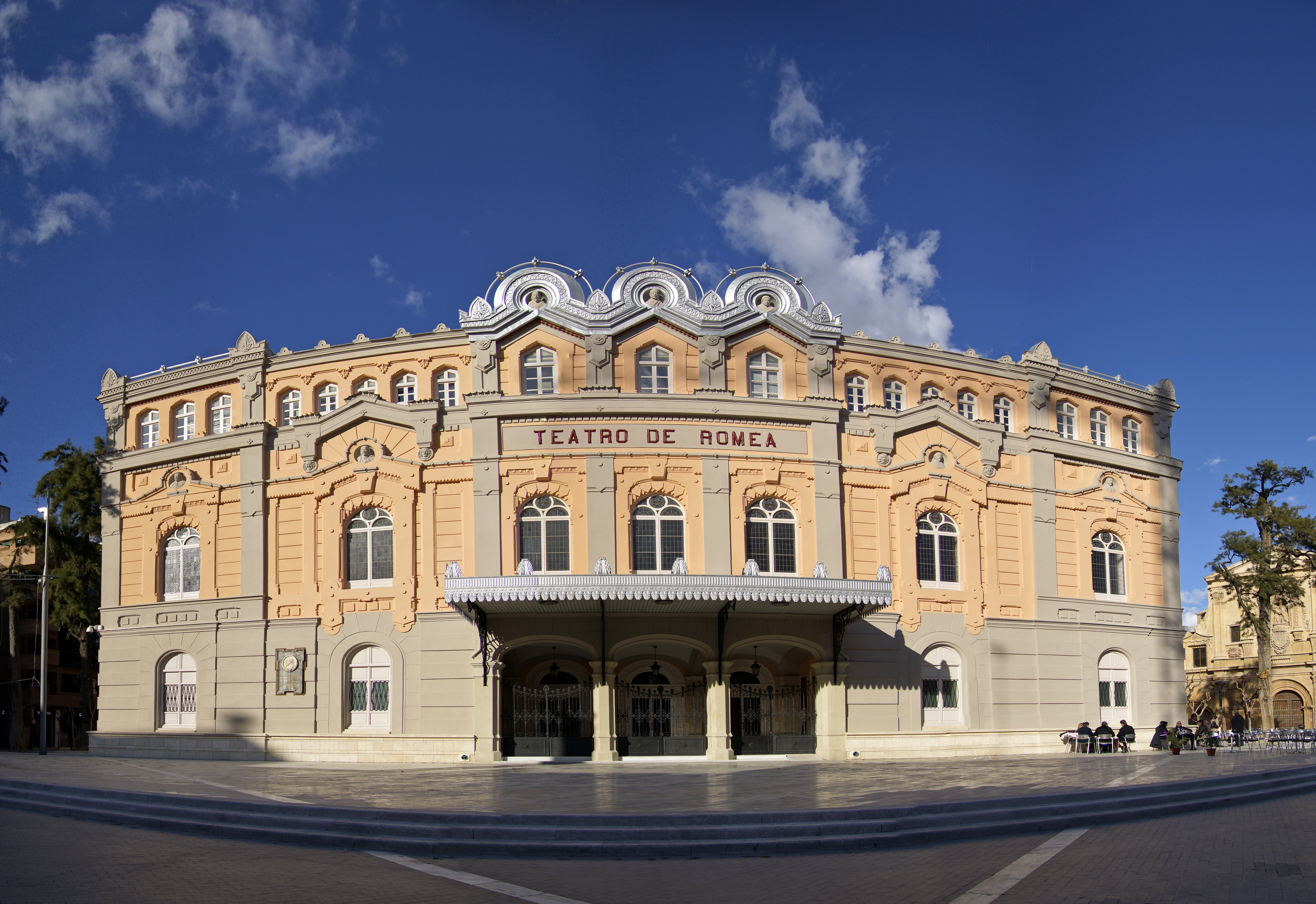
Teatro Romea (Murcia).

El 25 de Marzo de 1942 interpretó Tosca (ópera) de Puccini junto con Antonio Cortis, tenor, en el TeatroColiseum (Barcelona), bajo la dirección del maestro José Sabater.
El 26 de Marzo de 1942 interpretó el papel de Desdémona en Otello de Verdi, junto con Julián Brunet, tenor, en el Teatro Coliseum (Barcelona), bajo la dirección del maestro José Sabater.
Los días 20 y 23 de diciembre de 1942 en el Teatro Romea de Murcia y el Teatro Circo de Cartagena la soprano interpretó, La enamorada junto al surtidor del maestro Rodrigo. En el Teatro Cervantes, Granada, la leyenda trágica en verso, de Villaespesa El alcázar de las perlas.

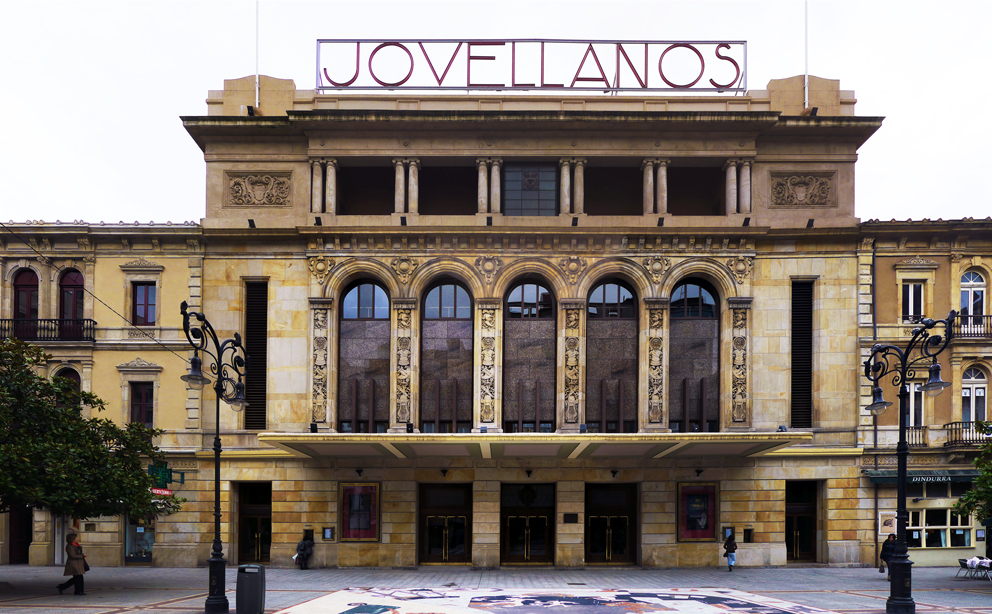
Teatro Jovellanos Gijón.

En 1943 el 7 de julio en el Teatro Jovellanos de Gijón interpretó: Ritorna vineitor, de Aida, Mi chiamano Mimí de La Boheme, y Un bel dì vedremo de Madame Butterfly, así como también la llamada India, de Rose Marie. El 23 de octubre del mismo año en el Hogar de José Antonio en Albacete, destacó sobre todo en La serenata de Schubert, y en la romanza Un bel dì vedremo, de Madame Butterfly, de Puccini.
Además de con los hermanos Mus, en 1943, empezó a trabajar bajo la dirección del maestro José Sabater del Liceo de Barcelona. El 11 y el 12 de marzo interpretó en el Coliseum de Madrid Otelo y Tosca, junto con Cristóbal Altube y Raimundo Torres. La prensa de la época decía de la soprano valenciana: Hará su presentación en Madrid con estas dos óperas. Viene precedida de gran fama, críticos de tanta solvencia como López Chávarri, Adeflor y otros han dicho que será la futura gloria del arte lírico nacional. En sus últimas interpretaciones de Otelo en Barcelona y Valencia causó una gran impresión, cosechando destacados triunfos"

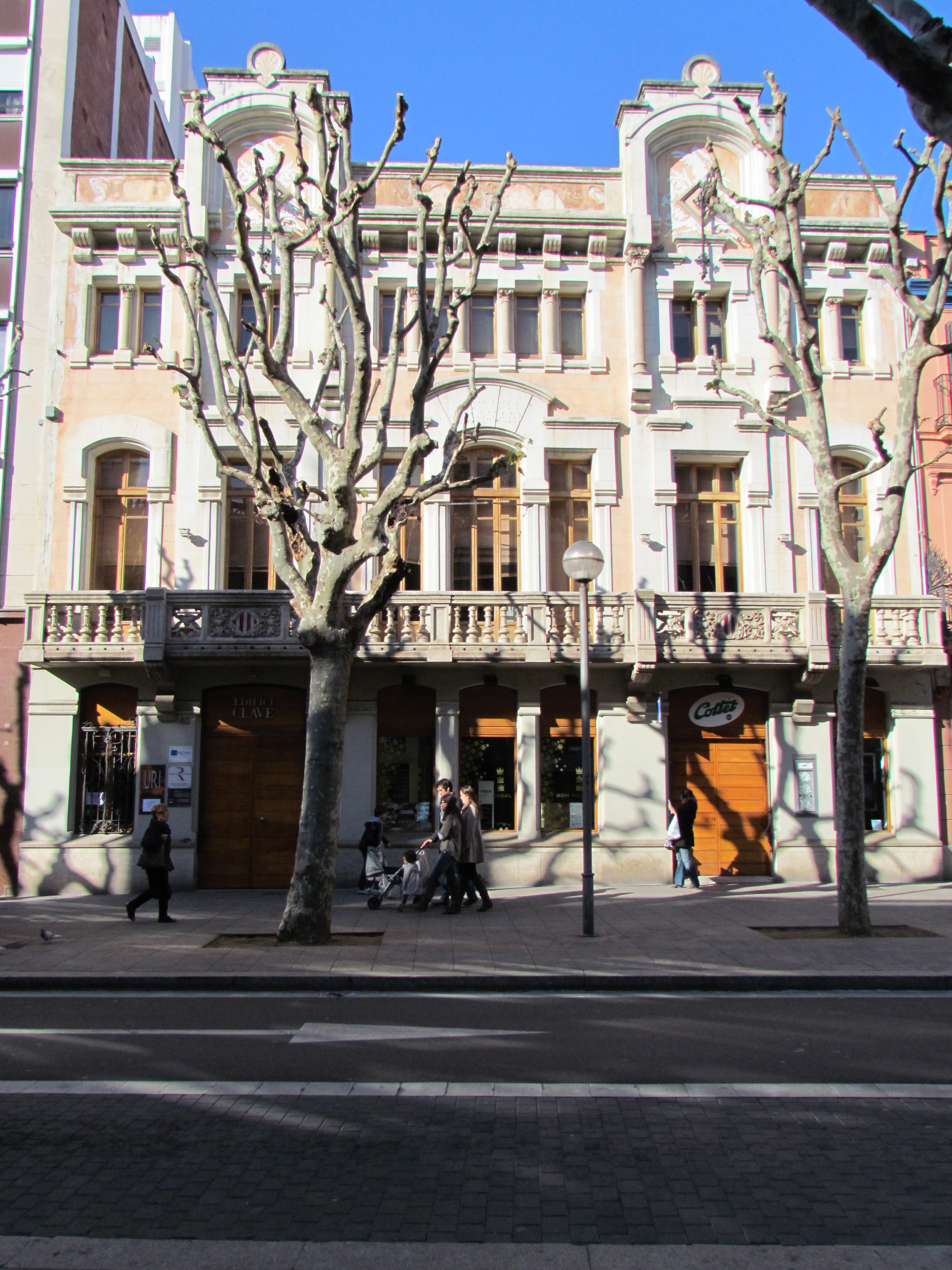
Teatro Clavé de Mataro.

En marzo, con Cristóbal Altube, Raimundo Torres y Luis Corbella y bajo la dirección del maestro Sabater, interpretó Otelo, en el Teatro Clavé de Mataró primero y en el Teatro Olimpia de Barcelona después.
El 5 de noviembre se presentó en el Teatro de la Zarzuela, con Rossi Power, Serafina di Leo, Josefina Blanch, Maru Fagliani, Concepción Callao, Lina Delhom, Salvatore Romano, Cristóbal Altube, Raimundo Torres, Ángel Anglada, Luis Corbella, Vicente Riaza, con el siguiente repertorio: Carmen, Trovador, Payasos, Cavalleria rusticana, Tosca, Rigoletto, Lucía de Lammermoor, El barbero de Sevilla y Traviata.

#### 1944
En enero de 1944  y bajo la dirección del maestro Sabater, actuó en el Teatro Lope de Vega de Sevilla con las obras: El Trovador y Tosca. El 12 y 13 de febrero en el Coliseo Cervantes de Granada con las obras: Lohengrin, Rigoletto, Madame Butterfly, Trovador, Tosca, La sonámbula, La Boheme y Aida. Así hablaba la prensa de la soprano valenciana: Gloria del arte lírico nacional, es primerísima figura de esta gran Compañía. Su hermosa voz, su admirable sentido lírico, su afinación impecable, y musicalidad segurísima hacen de ella una cantante de gran valía, que cosecha justamente las más cálidas ovaciones de todos los públicos. María Greus en Tosca, culminó el agrado del selecto auditorio. Hizo gala de su exquisita escuela y nos demostró su dominio escénico. Alababan también a la bellísima cantante su labor en Leonor de la ópera de Verdi.

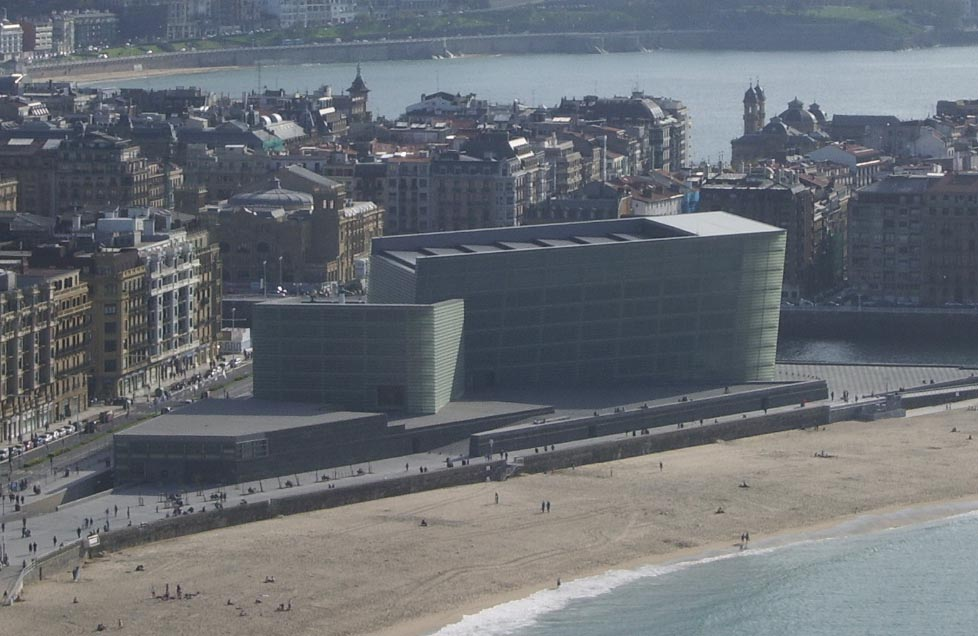
En el centro de la imagen, Palacio de Congresos y Auditorio Kursaal.

El 25 y 26 de mayo en el Coliseum de Madrid con Aida, Otelo y Fausto y el 11 de junio en el Teatro Rojas de Toledo con Aida. Críticos del mayor prestigio escribieron encomios calurosos. Posicionando a la soprano entre las principales figuras líricas de la gran escena nacional.
El 3 de noviembre se presenta acompañada de Mercedes Capsir, Cristóbal Altube, Pablo Civil, Angela Rossini, María Clara Alcalá, Torres, Corbella, etc... en el Kursaal San Sebastián con las obras Lohengrin, Rigoletto, Madame Butterfly, Trovador, La sonámbula, La Boheme y Aida.

#### 1945

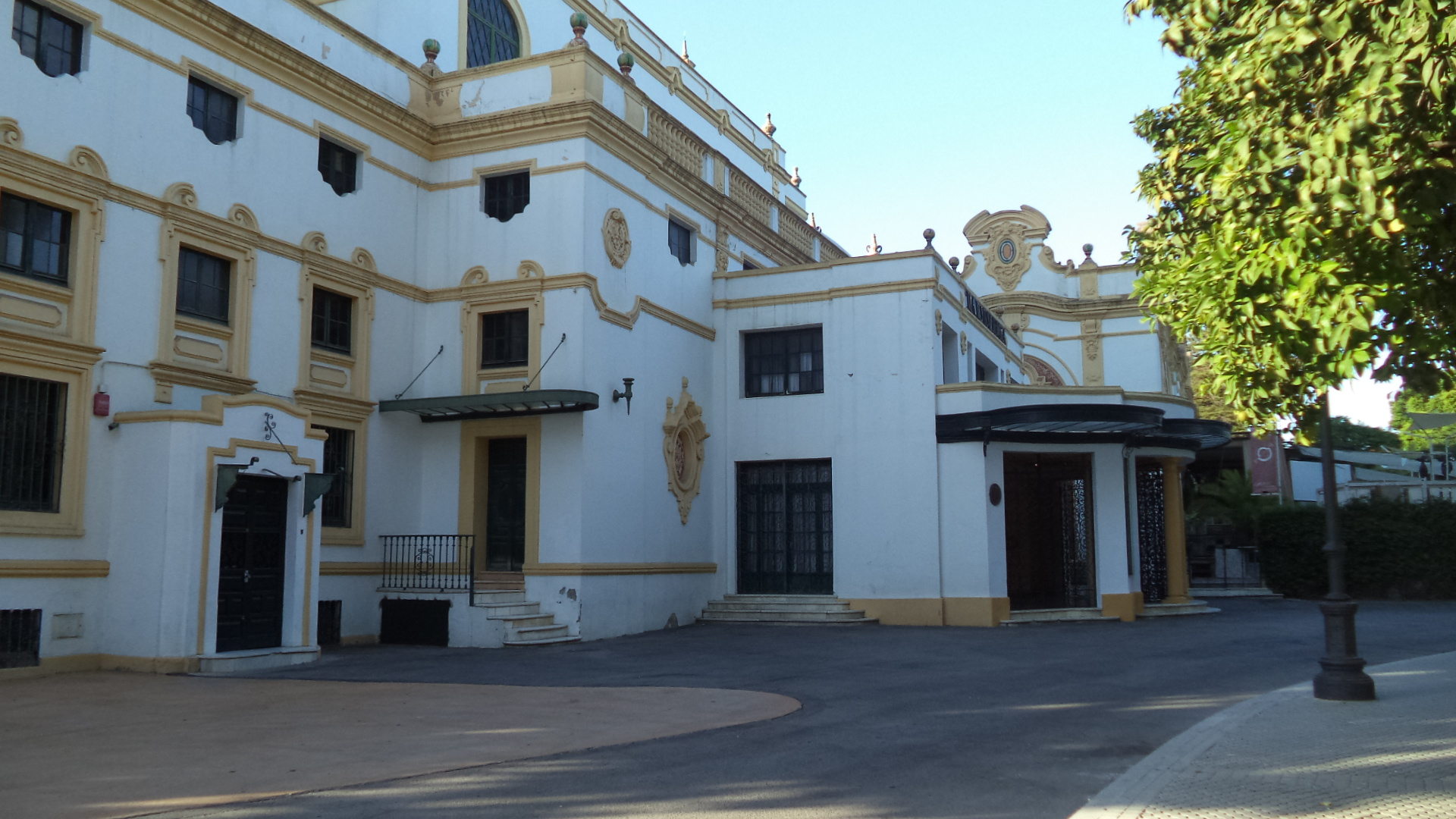
Teatro Lope de Vega.

En 1945 en el Teatro Lope de Vega acompañada de Lauri Volpi, Lydia Ibarrondo, Antonio Cortis, Corbella, Rossi Power y Juan Gual, se puso en escena: Aida, Tosca, Lucía de Lammermoor, El barbero de Sevilla, Manon y Trovador.
El 10 de julio en el concierto con que la Sociedad Filarmónica de Valencia clausuró en el Teatro Principal de dicha ciudad valenciana la temporada 1944-45, "obtuvo un resonante éxito la soprano valenciana, quien en colaboración con la Orquesta Municipal, dirigida por el maestro Lamote de Grignon, cantó con bella voz y exquisitos matices diversas páginas wagnerianas".
Del 18 al 30 de agosto en el Tívoli, Barcelona la soprano interpretó Aida, Sansón y Dalila, Carmen, Otello, El barbero de Sevilla, Lucía de Lammermoor, La Traviata y Rigoletto.
El 30 de octubre en Teatro Principal de Valencia actuó en Aida de Verdi con Rosini, Cristóbal Altube y Juan Gual y el 5 de noviembre en Alicante dio un concierto acompañada de Juan Alós, violinista y Daniel de Nueda, pianista.

#### 1946
En 1946 el 29 de marzo en el Teatro Madrid acompañada de Conchita Velázquez, Cristóbal Altube, Juan Gual y Luis Corbella y bajo la orden del maestro José Sabater interpretó Aida, vivió y cantó el difícil papel de la heroína con exactitud y salvó los pasajes espinosos con una elegante seguridad y sin esfuerzos. Estuvo espléndida de voz y de gesto, sobre todo en el acto tercero".

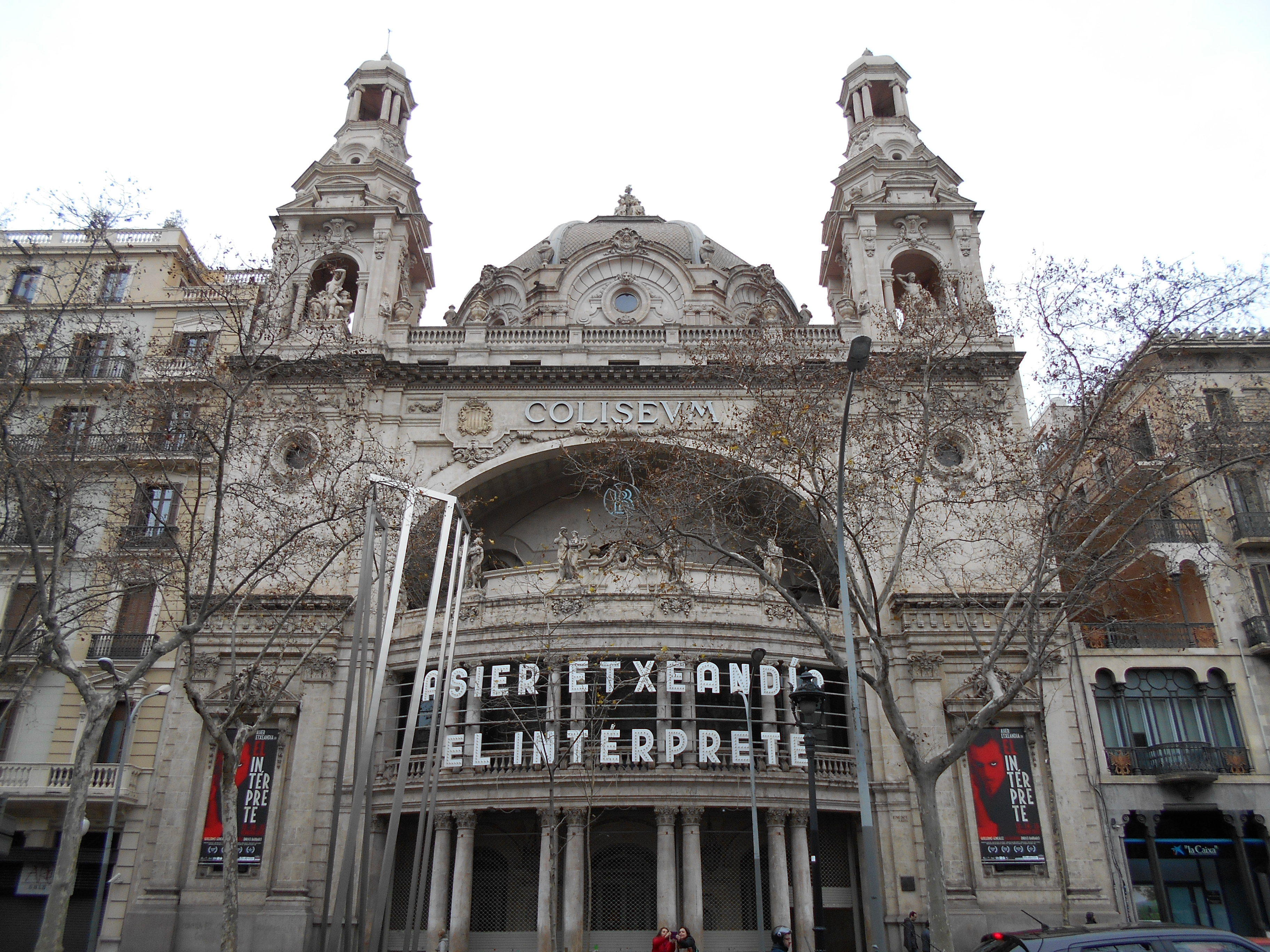
Coliseum de Barcelona.

Volvió a representar Aida, primero el 26 de mayo, en el Teatro Olimpia de Barcelona, con Hipólito Lázaro, Conchita Velázquez, Juan Gual, Luis Corbella y más tarde, el 1 de junio con Cristóbal Altube y de nuevo con Conchita Velázquez, Juan Gual y Luis Corbella.
Del 8 al 10 de junio en el Cómico de Barcelona, cinco funciones extraordinarias en honor de los expositores y visitantes de la Feria de Muestras: La Boheme, Madame Butterfly, El barbero de Sevilla, Tosca y Traviata, acompañada de Felipe Sanagustín, José Carbonell, Isabel Beltrán, Julia Garzón, Juanita Ramón, Teresa Wald, Emilia Sabat, Pablo Civil, Juan Gual, Antonio Gabanes, Luis Corbella, Canuto Sabat, etc. bajo la dirección del maestro José Anglada.
El 21 de este mismo mes, también en el Coliseum de Barcelona acompañada de Pablo Civil, interpretó Lohengrin de Ricardo Wagner.

#### 1947
En marzo de 1947, en Barcelona interpreta Tosca con Cristóbal Altube y Ángel Anglada y en Madrid el día 3 en el Teatro Calderón representa la trágica ópera de Puccini, bajo el patrocinio del capitán general, don José Solchaga, y a beneficio de las viudas y huérfanos de los Ejércitos de Tierra, Mar y Aire de la IV Región Militar.
Durante abril y mayo actuó en diferentes teatros de Gran Canaria bajo la mano de Joan Pich Santasusana. Precisamente en abril, el ayuntamiento de Las Palmas de Gran Canaria celebró el 464 aniversario de su incorporación a la Corona de Castilla con Festivales musicales del 25 al 30. María Greus participó en dichos festivales con Cristóbal Altube, Pablo Vidal, Marimí del Pozo y Abel Mus y la colaboración de la Orquesta Filarmónica de las Palmas en el Teatro Pérez Galdós.

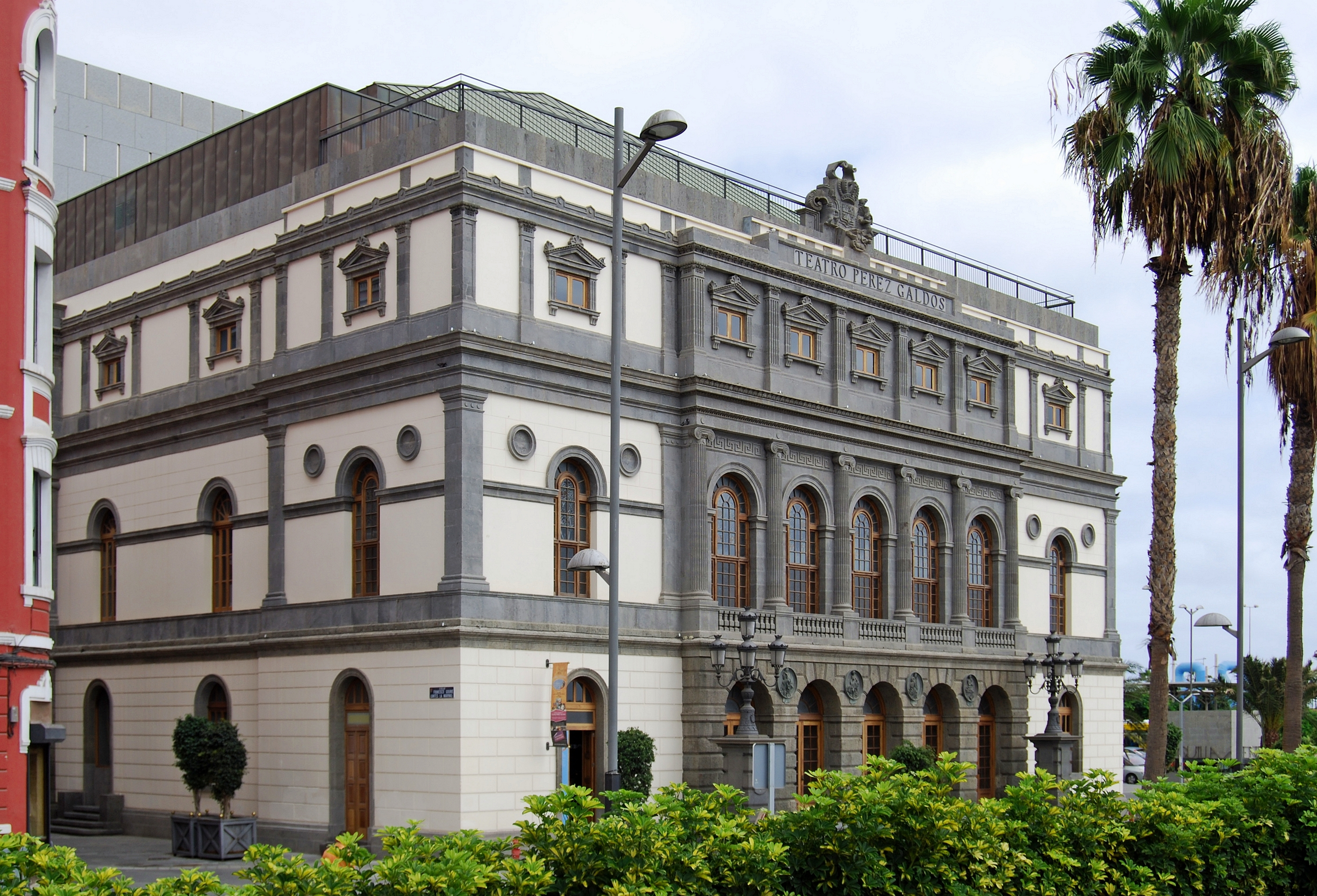
Teatro Pérez Galdós.

El 7 de mayo en el Teatro Baudet, se celebró un concierto musical en el que intervinieron Abel Mus y María Asunción Greus, acompañados por el pianista canario Luis Prieto; también con los cantantes Marimí del Pozo, Pablo Vidal y Cristóbal Altube que, con motivo de las Fiestas de Primavera en la capital, habían ofrecido dos grandes conciertos de música de Ópera, celebraron con la Greus el tercero y último en el Teatro Guimerá en la tarde del 8 y con arreglo a un sugestivo programa a base de música de Bellini, Rossini, Verdi, Plim, Puccini y Strauss. Los cuatro artistas fueron acompañados al piano por el maestro Luis Prieto.

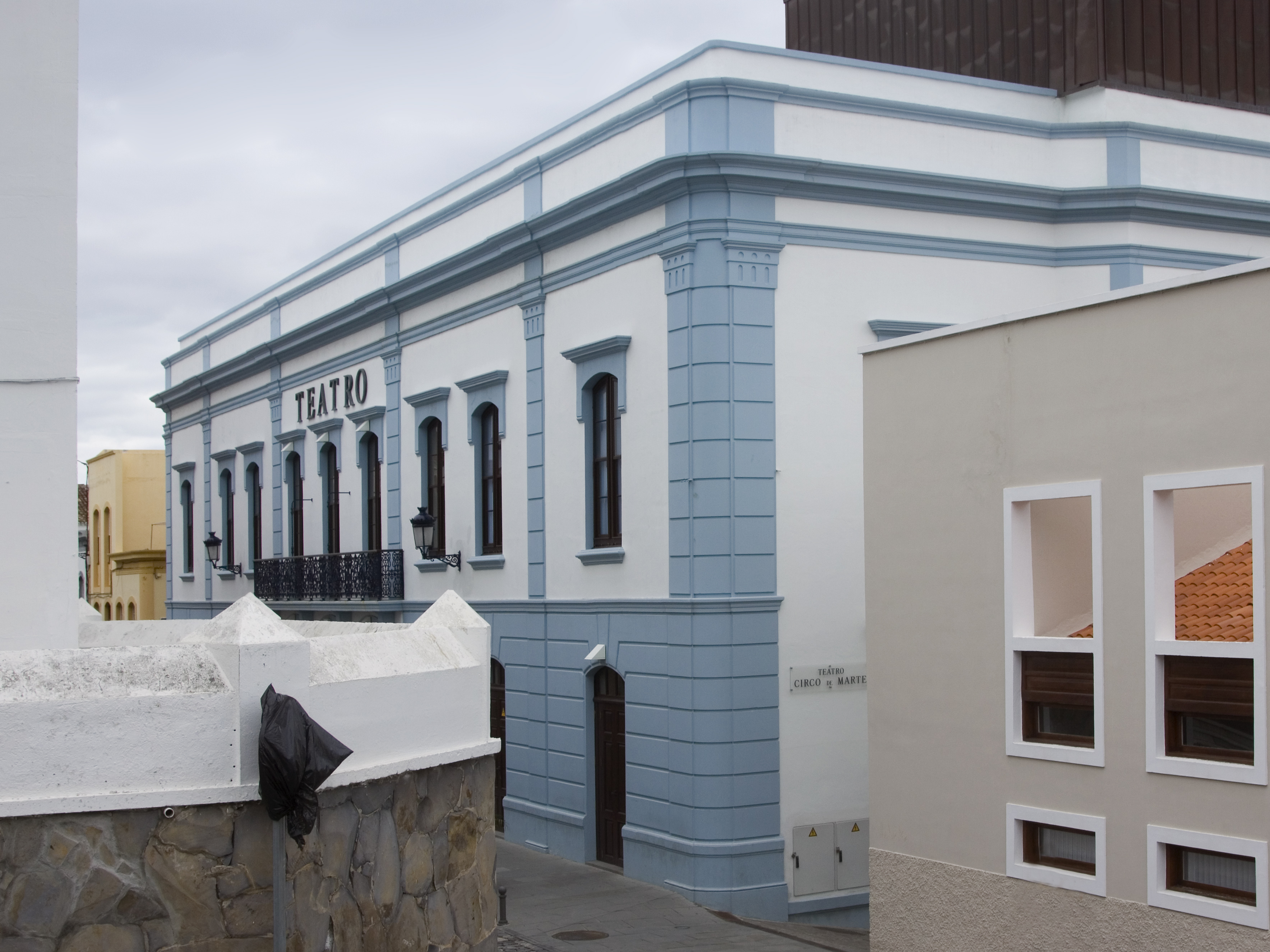
Teatro Circo de Marte.

El 12 de mayo, en el Teatro Circo de Marte, en Santa Cruz de la Palma, interpretó El barbero de Sevilla, Rigoletto, Il Pagliati, etc... de nuevo con Pablo Vidal, Marimí del Pozo y Abel Mus.
Cuando Lolita Gil de Vera ingresó en la Compañía de Ópera Nacional Italiana, en 1947, lo hacía junto a María Greus, Andrea Lecher, Isabel de Beltrán y Lolita Torrentó, entre otras figuras, actuando en el Teatro Romea y agotando las localidades.
El 29 de diciembre, en Requena, se celebró un concierto extraordinario a beneficio del Asilo de Ancianos en el que participó la soprano acompañada de Abel Mus y José María Machancoses interpretándose obras de Mendelssohn, Puccini, Schubert, Sarasate, Abel Mus, Wieniawski, Mozart, Kreisler, Albéniz y Serrano.

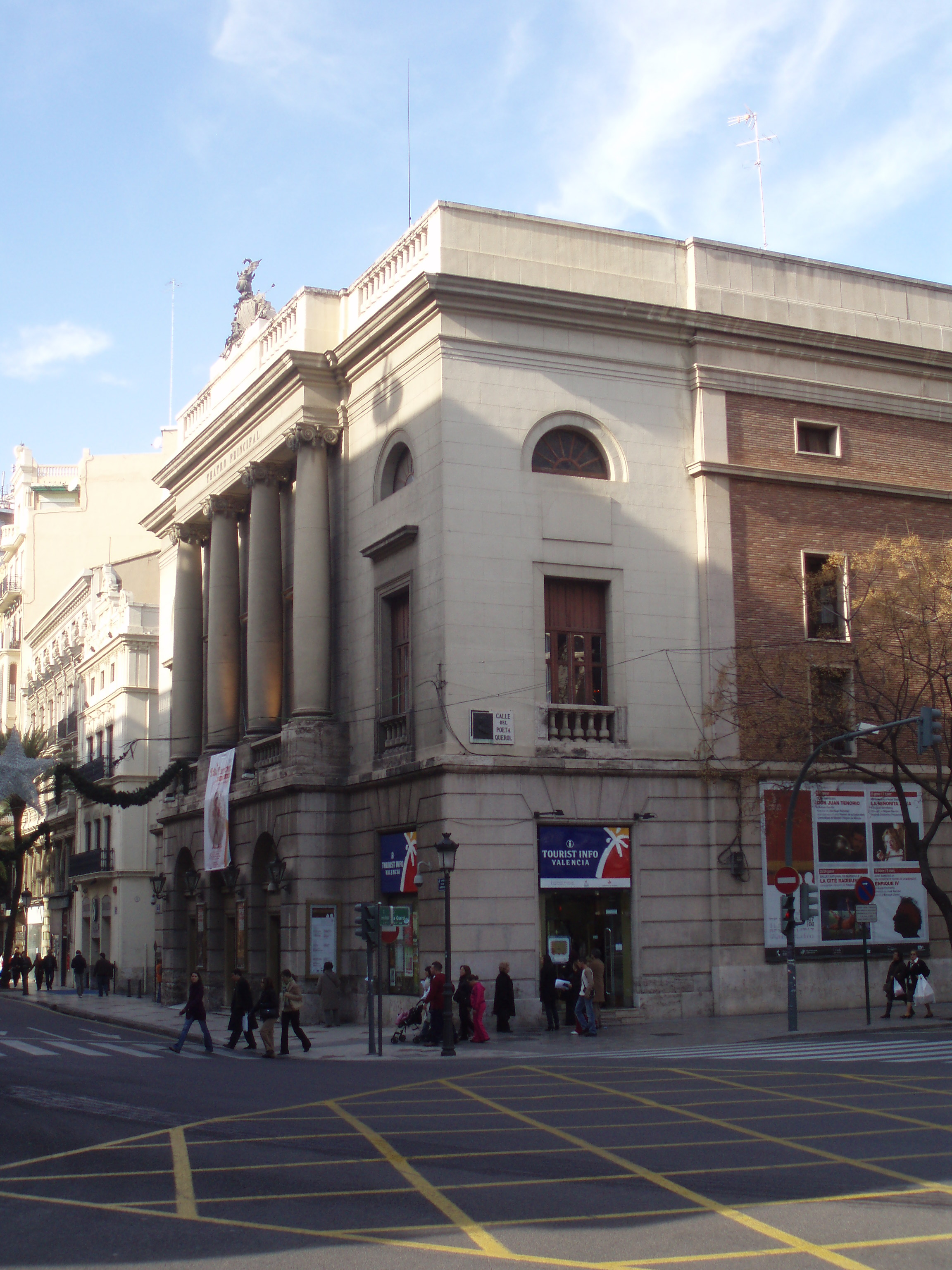
Teatro Principal.

#### 1948 y 1949
En 1948 actúa con Felipe Sanagustín y la Compañía de Ópera Nacional en La Coruña.
En 1949 en el Teatro Principal, a beneficio del Hospital Provincial. La soprano, desempeñó el papel de "Leonora" de la ópera El Trovador. Y fue acompañada, además, por María Francisca Vidal y bajo las órdenes del maestro José Manuel Izquierdo.

### 50s
El 26 de mayo de 1951 interpretó en el Teatro Lope de Vega de Sevilla, Madame Butterfly.
También el 28 y 29 de mayo, en el Palacio de Carlos V de Granada se esperaba la intervención de la soprano con el tenor Cristóbal Altube. Pero debido al fallecimiento de dicho tenor, fue Salvatore Romano quien acompañó a la cantante en la interpretación de Aida y Tosca, sustituyendo al finado, en la representación con la Compañía Italiana de Ópera, quedando el reparto de la siguiente forma: María Greus, Salvatore Romano, Pablo Civil, Ángel Anglada, Ángela Rossini, Herminio Ezquerra y otros celebrados artistas de la Compañía. (150 artistas en escena).

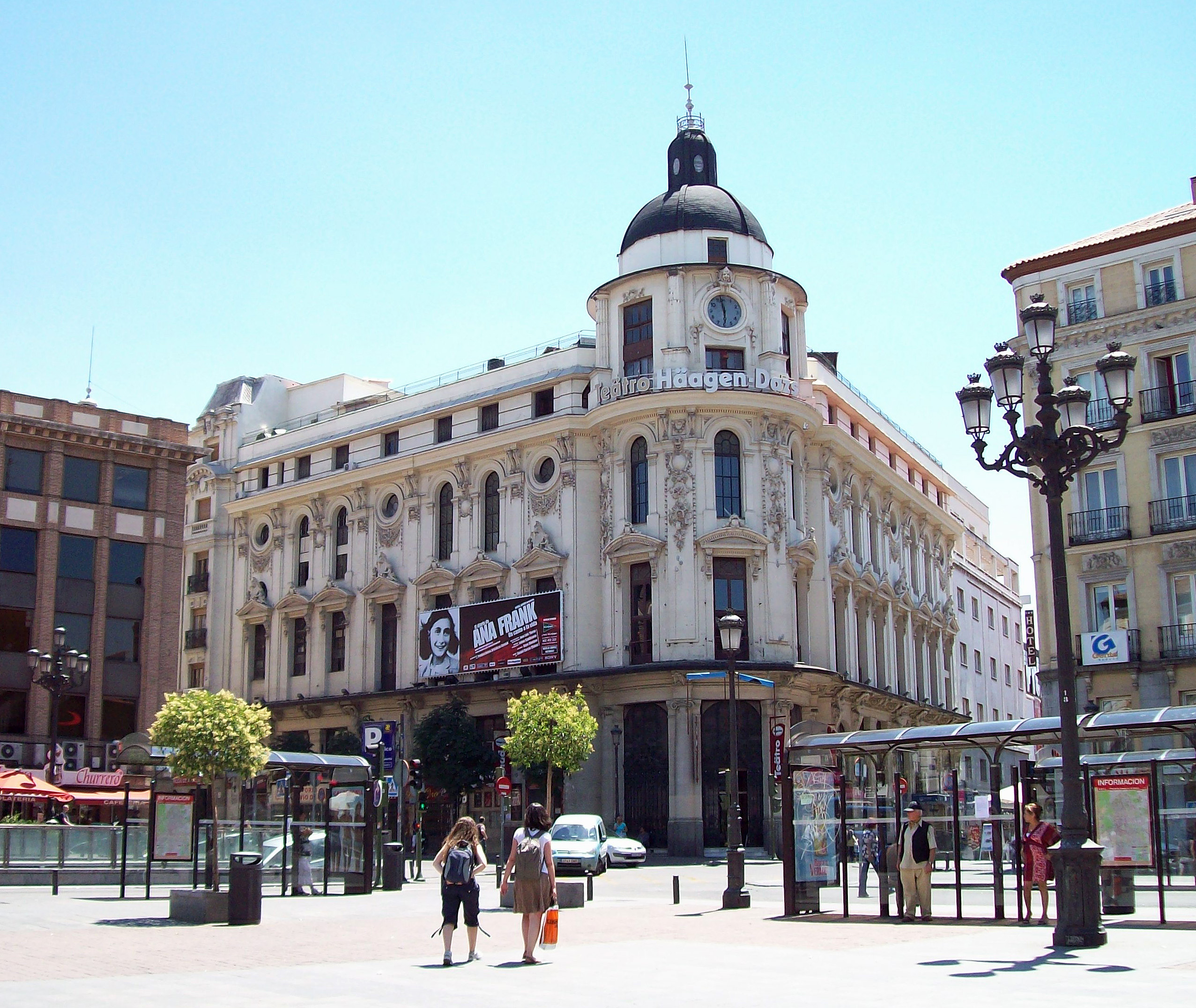
Teatro Calderón.

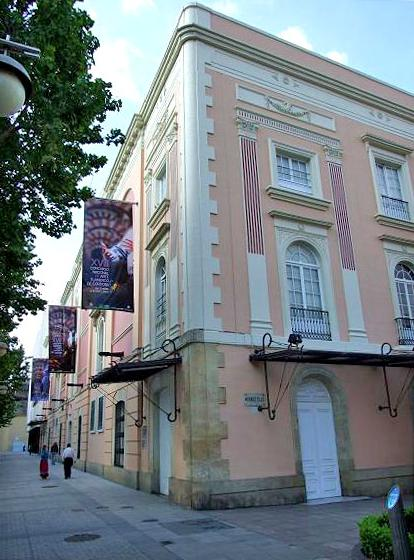
Gran Teatro de Córdoba.

El 16 de diciembre de 1952, acompañada de Pablo Vidal, interpretó Thaïs de Massenet a beneficio de la Cruz Roja en el Teatro Calderón de Madrid.
El 24 de octubre de 1954, actuó con Abel Mus y César Navarro en el cine Capitolio de Elche. Además, en este mismo año participó de las celebraciones del bicentenario de la construcción de la iglesia de Godella en Valencia, representando junto a José Permanyer y José Simorra y con la dirección del maestro Enrique Belenguer Estela la ópera Madame Butterfly.
El 21 de mayo de 1955 se estrenó, en el Gran Teatro de Córdoba, Tosca bajo la realización de la Compañía de Ópera Italiana y bajo la batuta del maestro Enrique Belenguer Estela, siendo los intérpretes Lolita Torrentó, José Permanyer, José Simorra, P. Torras, M. Bellón, María Greus, Pietro Mercade y Ángel Anglada.

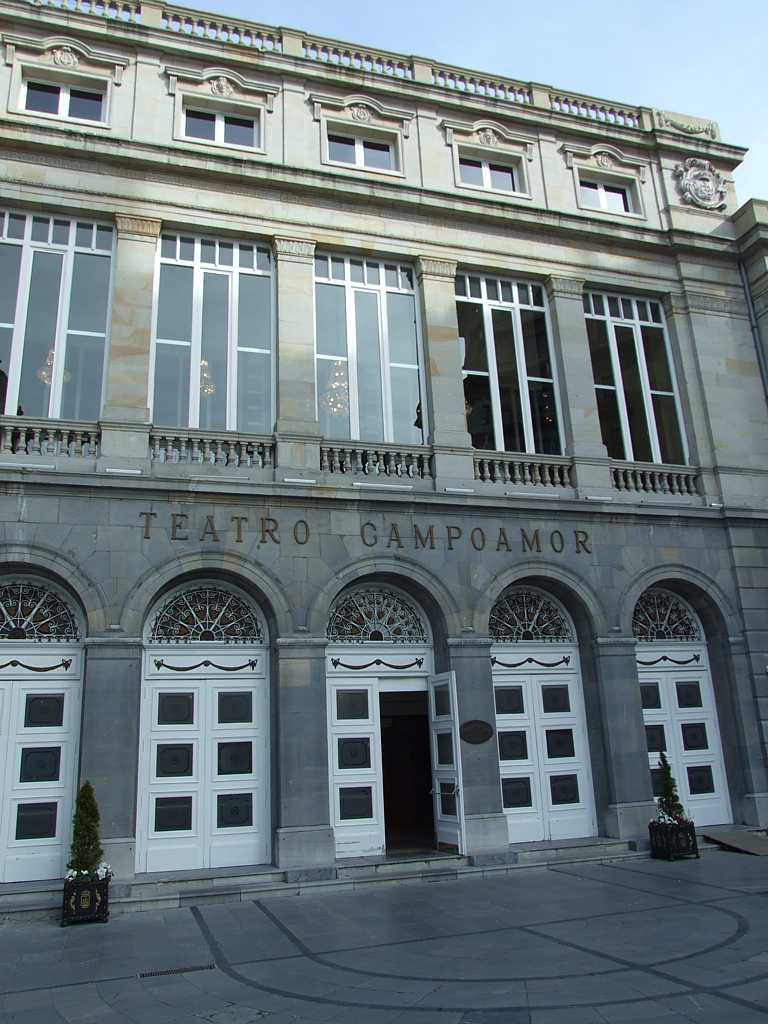
Teatro Campoamor.

El 28 de mayo de 1956 en el Teatro Calderón junto a Pablo Civil, José Simorra y M. de Briones, María Greus interpretó Madame Butterfly.

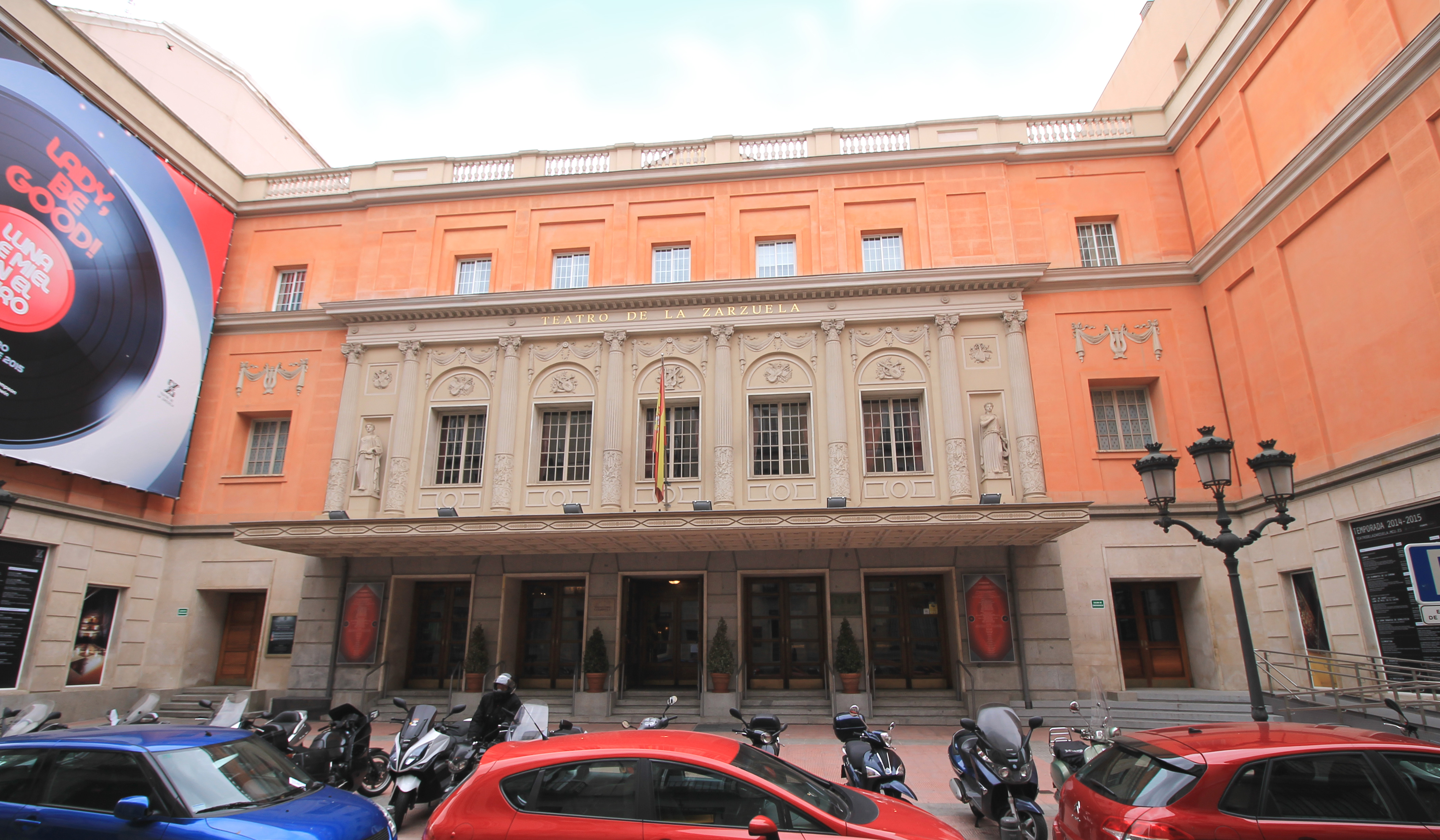
Teatro de la Zarzuela.

El 17 de marzo de 1957 en el Teatro de la Zarzuela de Madrid y bajo la batuta del maestro Enrique Belenguer Estela, se representó Aida de Verdi, con Salvatore Puma, Lucy Cabrera, Ismael Arróniz y José Simorra. En mayo de este mismo año en el Teatro Campoamor Oviedo, fue puesta en escena Madame Butterfly, dirigida también por el maestro Enrique Belenguer Estela, con Miguel Aguirre, José Permanyer. Patrocinado por Delegación Provincial del Ministerio de Información y Turismo.
El 9 de diciembre de 1958 se dio un gran concierto de Ópera, en el Coliseo de Palma, en el que María Greus participó con Marimí del Pozo, Pablo Vidal, Abel Mus.
El 4 de enero de 1959, fallecía la madre de la soprano en Valencia.

### 60s y 70s
No se conoce intervención de la soprano a partir de los años sesenta excepto a mediados de 1979 en Valencia, cuando participó de jurado del VII Concurso Nacional López-Chavarri junto a José Báguena, José Tomás, Joaquín Montoya y Eduardo López Chávarri.
Falleció a causa de una dolencia cardíaca el 30 de octubre de 1979 en Valencia y sus restos descansan en el Cementerio General de Valencia.

## Repertorio
- Otelo de Giuseppe Verdi y libreto en italiano de Arrigo Boito
- Tosca de Giacomo Puccini y libreto en italiano de Luigi Illica y Giuseppe Giacosa
- Carmen de Georges Bizet y libreto en francés de Ludovic Halévy y Henri Meilhac
- El Trovador de Giuseppe Verdi y libreto en italiano de Salvatore Cammarano
- Pagliacci música y libreto en italiano de Ruggero Leoncavallo
- Cavalleria Rusticana de Pietro Mascagni y libreto en italiano de Giovanni Targioni-Tozzetti y Guido Menasci
- Aida de Giuseppe Verdi y libreto en italiano de Antonio Ghislanzoni
- Lucía de Lammermoor de Gaetano Donizetti y libreto en italiano de Salvatore Cammarano
- Thaïs compuesta por Jules Massenet y libreto en francés Louis Gallet
- Rigoletto de Giuseppe Verdi y libreto en italiano de Francesco Maria Piave
- El Barbero de Sevilla de Gioachino Rossini y libreto en italiano de Cesare Sterbini
- Manon de Jules Massenet y libreto en francés de Henri Meilhac y Philippe Gille
- Madame Butterfly de Giacomo Puccini y libreto en italiano de Giuseppe Giacosa y Luigi Illica
- Lohengrin música y libreto en alemán de Richard Wagner
- La Boheme de Giacomo Puccini y libreto en italiano de Giuseppe Giacosa y Luigi Illica
- La sonámbula de Vincenzo Bellini y libreto en italiano de Felice Romani
- El alcázar de las perlas de Francisco Villaespesa
- Sansón y Dalila de Camille Saint-Saëns y libreto en francés de Ferdinand Lemaire
- La enamorada junto al surtidor del maestro Joaquín Rodrigo
- Romanza Andaluza de Sarasate

## Algunos de los lugares donde actuó
- Barcelona: Palacio de la Música Catalana, Teatro Coliseum, Cómico, Treato Olimpia, Tívoli y en el Teatro Clavé de Mataró.
- Comunidad Valenciana: Castellón, Cine Capitolio Elche, Godella, Teatro Principal de Alicante, Teatro Principal Valencia y Requena.
- Granada: Olympia, Teatro Coliseo Cervantes y Palacio de Carlos V.
- Madrid: Coliseum, Teatro de la Zarzuela, Teatro Madrid y Teatro Calderón.
- Gran Canaria: Teatro Circo de Marte Santa Cruz de la Palma, Teatro Pérez Galdós, Las Palmas de Gran Canaria, Teatro Baudet Santa Cruz de Tenerife, Teatro Guimerá, Las Palmas de Gran Canaria.
- Sevilla: Teatro Lope de Vega.
- Murcia: Teatro Circo Cartagena y Teatro Romea.
- Resto: El Hogar de José Antonio Albacete, Gran Teatro de Córdoba, Italia, Teatro Jovellanos Gijón, Teatro Rosalía de Castro La Coruña, Teatro Campoamor Oviedo, Kursaal San Sebastián y Teatro Rojas Toledo.

## Artistas y orquestas con los que trabajó

### Artistas
- Tenores: Jesús Aguirre, Cristóbal Altube Vergara, Pedro Castells, Pablo Civil, Antonio Cortis, Enrique de la Vara, José Farré, Hipólito Lázaro, José Permanyer, Salvatore Puma, Salvatore Romano, Felipe Sanagustín (Tenor dramático), Giacomo Lauri-Volpi.
- Sopranos: María Clara Alcalá, Josefina Blanch, Mercedes Capsir, Marimí del Pozo Nieto (Soprano Ligera), Serafina di Leo (Actriz y soprano), Lolita Gil de Vera, Rossi Power, Mercedes Sabater, Lolita Torrentó, Amparo Vera, Teresa Wald.
- Mezzosopranos: Lucy Cabrera, Concepción Callao, Lydia Ibarrondo, Ángela Rossini, Conchita Velázquez, María Francisca Vidal.
- Barítonos: Ángel Anglada, José Baeza Vilar[49] Ramón Cortinas, Herminio Ezquerra (Barítono Bajo), Ricardo Fuste, Antonio Gabanes, Juan Gual, José Simorra, Raimundo Torres, Pablo Vidal.
- Bajos: Miguel Aguerri, Ismael Arróniz, Luis Corbella, Canuto Sabat.
- Otos cantantes de ópera: Isabel Beltrán, José Carbonell, Lina Delhom, César Navarro, Juanita Ramón, Emilia Sabat.
- Bailarines: Emma Maleras, Marianela Montijo.
- Violinistas: Juan Alós, Rafael Martínez, Abel Mus.
- Pianistas: José Cubiles, Alicia de la Rocha, Daniel Nueda, José María Machancoses, Emma Mus, Luis Prieto García, José Sabater i Sust (Pianista y director musical).
- Directores: José Anglada (Director musical), Enrique Belenguer Estela (Director de orquesta, compositor y docente), José Manuel Izquierdo, José Luis Lloret (Barítono y director de orquesta), Joan Pich Santasusana (Músico y director de orquesta), Juan Villaviciosa (Director de escena).
- Otros: Fernando Linares, Andrea Lecher, Regino Sainz de la Maza (Guitarrista).

### Compañías y orquestas
- Quinteto Clásico de Sevilla
- El Ballet de Marianella Montijo
- Orquesta Filarmónica de las Palmas
- Compañía Nacional
- Compañía de Ópera Nacional Italiana
- Orquesta Municipal de Valencia